# Associacion Sportif Inter Star
l'Associacion Sportif Inter Star è una società calcistica con sede a Bujumbura, in Burundi che milita nel campionato burundese di calcio.

## Storia
Fondato nel 1977 il club gioca le partite in casa allo stadio Prince Louis Rwagasore Stadium.

## Palmarès

### Competizioni nazionali
- Campionato burundese: 4

1991, 1992, 2005, 2008
- Burundian Cup: 1

1990

### Altri piazzamenti
- Campionato burundese:

Terzo posto: 2013-2014
- Coppa delle Coppe d'Africa:

Semifinalista: 1991

## Partecipazioni in CAF Champions League
- CAF Champions League: 3 partecipazioni

2006 - Primo Turno
2008 - Turno preliminare
2009 - Turno preliminare
- Coppa della Confederazione CAF: 2 partecipazioni

2008 - Turno preliminare
2011 - Turno preliminare

## Rosa 2010
Aggiornata al 14 gennaio 2010.
| N. |                    | Ruolo | Calciatore          |
| -- | ------------------ | ----- | ------------------- |
| 1  | Burundi (bandiera) | P     | Raphael Buwmi       |
| 2  | Burundi (bandiera) | D     | Albin Habimana      |
| 3  | Burundi (bandiera) | D     | Massoud Manirambona |
| 4  | Burundi (bandiera) | D     | Sadiki Nsengiyumva  |
| 5  | Burundi (bandiera) | D     | Janvier Mboneko     |
| 6  | Burundi (bandiera) | C     | Etienne Karekezi    |
| 9  | Burundi (bandiera) | A     | Jean Hakizimana     |
| 10 | Burundi (bandiera) | C     | Ismail Mutambara    |

| N. |                    | Ruolo | Calciatore          |
| -- | ------------------ | ----- | ------------------- |
| 11 | Burundi (bandiera) | A     | Aimé Nzohabonayo    |
| 15 | Burundi (bandiera) | D     | Adolphe Noayizeye   |
| 18 | Burundi (bandiera) | A     | Moussa Harerimana   |
| 19 | Burundi (bandiera) | C     | Abdoul Ndayishimiye |
| 20 | Burundi (bandiera) | A     | Lewis Kubi Banga    |
| 21 | Burundi (bandiera) | A     | Alexis Niyonizigiye |
| 23 | Burundi (bandiera) | D     | Alain Ndizeye       |
| 24 | Burundi (bandiera) | A     | Mohamed Saidi       |